# Château de Gergy
Le château de Gergy, dit du Meix-Berthaud, est situé sur la commune de Gergy en Saône-et-Loire, à la lisière du bourg, sur une terrasse qui domine la prairie du village et la Saône.

## Description
On entre dans la propriété par une tour-porche rustique, percée d'un large portail et d'une porte piétonne. Ce porche, construit bien avant le château, servait d'entrée à une importante ferme fortifiée, dont ce qui reste des bâtiments d'exploitation constitue les communs du château actuel. Ce dernier, en partie caché de l'entrée par les arbres du parc, a été construit dans le style typique des édifices du XVIIe siècle dans la région. Il est composé d'un corps central rectangulaire, flanqué de deux pavillons en retour d'équerre. Le bâtiment central comporte cinq lucarnes, dont une, imposante et située au centre, est surmontée d'un haut pot à feu amorti en épi. Ce dispositif de lucarnes rappelle celui de plusieurs hôtels chalonnais. Un élégant escalier en fer à cheval permet d'accéder de la cour d'honneur à la porte en façade. celle-ci est surmontée d'un écusson en pierre aux armes de Louis Quarré.
À l'intérieur, la porte d'entrée débouche sur un escalier en pierre, rampe sur rampe, du XVIIe siècle, au mur d'échiffe classique d'un pied d'épaisseur. Une chapelle occupe le rez-de-chaussée du pavillon de gauche. on y accède par un escalier extérieur sur le côté. Cette chapelle a été mise en place en 1668 sous l'évêque Jean de Maupeou, à l'initiative de Louis Quarré et de son épouse Philiberte de Mucie.
Devant le château, une grande allée d'arbres vénérables suit le plateau longeant la Saône et permet une vue agréable sur la rivière, les villages de Bresse et, par temps clair, jusqu'au Jura et aux Alpes.
Le château est une propriété privée et ne se visite pas.
Il fait l’objet d’une inscription au titre des monuments historiques depuis le 22 novembre 2001.

## Historique
On doit distinguer l'histoire de ce château de celle des seigneurs de Gergy qui furent titulaires jusqu'à la Révolution française du fief de Gergy et propriétaires d'un château-fort aujourd'hui disparu, qui dominait la Saône, à quelques centaines de mètres du château actuel.
- 1428 : Jean Lebault, seigneur de Gergy, crée le fief de Meix-Bertaud dont les limites sont toujours celles des propriétés du châtelain actuel
- 1462 : Jean Lebault fait hommage de son fief au duc de Bourgogne Philippe le Bon
- après le précédent : la seigneurie revient à la famille Verderie
- 1640 : Louis Quarré, lieutenant général à la chancellerie de Chalon, se rend propriétaire du domaine
- 1668 : le précédent fait édifier le château, dont l'aspect extérieur ne subira pas de modification importante
- jusqu'à nos jours : après l'extinction des Quarré, dits de Gergy, le domaine passe par succession aux familles Lorenchet de Melonde, Gombault et Perrault de Jotemps